# Charles Lieber
Charles Lieber (1959) es un nanocientífico principal de la Universidad de Harvard. Ha trabajado entre el Departamento de Química, Biología Química y la División de Ingeniería y Ciencias Aplicadas. Ha sido coautor de 275 publicaciones de investigación y 25 patentes de los Estados Unidos, y es el fundador de la compañía de nanotecnología NanoSys.[cita requerida]
También ganó en 2003 el premio World Technology Award para materiales. Lieber tiene una reputación de empujar a sus estudiantes para producir resultados, pero no compartir el crédito en los descubrimientos comunes.
Charles Lieber fue detenido el 28 de enero de 2020 por mentir sobre su implicación y sus negocios con un programa de investigación del gobierno chino mientras recibía fondos federales estadounidenses para sus estudios. La detención se encuadra dentro de la ofensiva estadounidense para desmontar el reclutamiento agresivo de científicos que practica Pekín en las universidades norteamericanas.[cita requerida]

## Arresto federal
El 28 de enero de 2020, Lieber fue acusado de dos cargos federales de hacer una declaración materialmente falsa, ficticia y fraudulenta sobre sus vínculos con una universidad china. Según el documento de acusación del Departamento de Justicia, hay dos cargos de presunto delito cometido por Lieber. Primero, durante una entrevista realizada por el Departamento de Defensa el 24 de abril de 2018, se le preguntó a Lieber si estaba involucrado en el Programa de los Mil Talentos. Lieber declaró que "nunca se le pidió que participara en el Programa de los Mil Talentos", y agregó que "no estaba seguro"de cómo China lo categorizaba". El Departamento de Justicia cree que la declaración de Lieber era falsa, porque un correo electrónico interceptado con fecha del 27 de junio de 2012, de la Universidad Tecnológica de Wuhan ("WUT") incluía un contrato para que Lieber firmara. En segundo lugar, en noviembre de 2018, el NIH preguntó a la Universidad de Harvard sobre las afiliaciones extranjeras de Lieber. En enero de 2019, Harvard entrevistó a Lieber e informó a NIH que Lieber "no tenía una asociación formal con la universidad" después de 2012. El Departamento de Justicia cree que la declaración de Lieber era falsa. Lieber fue acusado de dos cargos de violación de 18 U.S.C 1001 (a) (2), uno el 24 de abril de 2018 y otro en enero de 2019 por hacer declaraciones supuestamente falsas.[cita requerida]
Durante su arresto, las autoridades hicieron allanamiento en el hogar y la oficina en Lexington, Massachusetts. Los cargos contra Lieber conllevan una sentencia de cinco años en una prisión federal y una multa de un cuarto de millón de dólares. Lieber ha sido puesto en licencia administrativa pagada por Harvard.[cita requerida]